# Šenkurskij rajon
Il Šenkurskij rajon (denominazione ufficiale in russo Шенкурский муниципальный район?, traslitterato Šenkurskij municipal'nyj rajon) è un distretto dell'Oblast' di Arcangelo, in Russia. Il distretto prende il nome dal suo centro amministrativo, la città di Šenkursk.

## Geografia antropica

### Suddivisioni amministrative
Il distretto comprende un comune urbano e 11 comuni rurali. Oltre alla città di Šenkursk il distretto conta diversi villaggi tra i quali i seguenti sono i centri amministrativi degli insediamenti rurali: Rakovskaja, Ivanovskoe, Šipunovskaja, Rovdino, Kulikovskaja, Rybogorskaja, Ust'-Paden'ga, Nikiforovskaja, Nosovskaja, Šegoravy, Odincovskaja.